# The Bewlay Brothers
The Bewlay Brothers is een nummer van de Britse muzikant David Bowie, uitgebracht als de elfde en laatste track op zijn album Hunky Dory uit 1971. Het was een van de laatste nummers die werd geschreven voor het album.

## Achtergrond
Bowie zou zelf hebben verteld tegen producer Ken Scott dat het een nummer was voor de Amerikaanse markt, omdat "de Amerikanen altijd dingen willen lezen in dingen", terwijl de tekst "absoluut nergens op slaat". In 2008 zei Bowie over het nummer: "Ik zou niet weten hoe anders de tekst van dit nummer te interpreteren dan dat er lagen van spoken in zitten. Het is een palimpsest dan."
In het nummer worden verwijzingen gelezen naar Bowie's schizofrene halfbroer Terry, waar Bowie aan hintte in 2000: "Ik was nooit echt zeker welke positie Terry had in mijn leven, of hij een echte persoon was of ik eigenlijk aan een ander deel van mezelf refereerde, en ik denk dat "Bewlay Brothers" daar eigenlijk over ging". Anderen zagen het als een "homoseksueel programma". In de coda wordt Bowie's stem vervormd door een pitchshift.
In 2002 speelde Bowie het nummer voor het eerst live op BBC Radio 2. Hij introduceerde het nummer met de uitspraak: "Ik wil dit niet doen tenzij iedereen het kent. Het was van lang geleden. We hebben het nooit op het podium gedaan, in een theater. Het heet "The Bewlay Brothers". [het publiek klapt] Jullie zijn een stel obscuristen, nietwaar? We hebben dit nooit, maar dan ook nooit gedaan in een radioshow; we hebben dit nooit gedaan op het podium."
Bowie noemde zijn uitgeverij aan het eind van de jaren '70 Bewlay Bros. Music en gebruikte de naam als pseudoniem voor zichzelf, Iggy Pop en Colin Thurston als producers van Pop's album Lust for Life uit 1977.

## Muzikanten
- David Bowie: zang, akoestische gitaar, piano
- Mick Ronson: akoestische en elektrische gitaar, achtergrondzang
- Trevor Bolder: basgitaar
- Mick "Woody" Woodmansey: drums